# 张文义
张文义（1946年—），汉族，中华人民共和国政治人物、第十一届全国政协委员。

## 生平
加入中国共产党，担任上海华虹NEC电子有限公司高级顾问、原董事长、原电子工业部副部长，中芯国际董事长。2008年，当选第十一届全国政协委员，代表科学技术界，分入第三十一组。